# Санатрук I Армянский
Санатрук I Армянский (ум. 110, Ахцк) — царь Великой Армении (?—110) и Осроены (91—109) из династии Аршакуни, запомнившийся своими добродетелями (эти добродетели особо описываются в отрывке из Арриана, цитируемом Судой в собрании фрагментов Арриана под № 59) и преследованиями христиан.
Древнегреческий историк Арриан описывает Санатрука таким образом:
Армянский царь Санатрук был роста средного, имел страсть ко всему большому, особенно к военным делам. Он был верным защитником справедливости, а в быту был весьма сдержанным, скромным и здравомыслящим, подобно лучшим грекам и римлянам.
Некоторые историки предположили, что Санатрук стал царём Армении в 75 году, но эта гипотеза, не имеющая явных доказательств, была отвергнута другими.
У армянского средневекового историка Мовсеса Хоренаци Санатрук — царь одновременно Осроены (Эдессы) и Армении, якобы наследовавший почитателю Христа Абгару. Согласно Хоренаци, этот Санатрук был племянником Абгара. При воцарении он обещал жителям Эдессы не преследовать христиан, но не исполнил этого обещания: по его приказу были замучены апостолы Фаддей и Варфоломей и его собственная дочь — христианка Сандухт. После казни своей дочери от него уходит его жена, которую также звали Сандухт. Её последними словами перед смертью были:
Лучше быть женой простого селянина, нежели женой царя-детоубийцы.
Одновременно с христианами Санатрук истребил и всё мужское потомство Абгара).
Санатруку I приписывается также отстройка Мцбина (Нисибина) после землетрясения. В 110 году он погиб на охоте от случайной стрелы. Похоронен в мавзолее Аршакидов.